# Centralny Bank Armenii
Centralny Bank Armenii (orm. Հայաստանի Կենտրոնական Բանկ) – armeński bank centralny z siedzibą w Erywaniu.
Podstawowym celem działalności Centralnego Banku Armenii (CBA) jest utrzymanie stabilnego poziomu cen. CBA koordynuje osiągnięcie tego celu z rządem Armenii. Celem pośrednim jest osiągnięcie określonych celów inflacyjnych a celem operacyjnym określonych poziomów stóp procentowych. CBA samodzielnie obiera kurs polityki monetarnej a także wyznacza wskaźniki celów pośredniego i operacyjnego, które przedstawia Zgromadzeniu Narodowemu.
Bankowi przysługuje wyłączne prawo emitowania znaków pieniężnych Armenii – dram. Do zadań banku należy także: organizowanie rozliczeń pieniężnych, prowadzenie gospodarki rezerwami dewizowymi, prowadzenie działalności dewizowej, prowadzenie bankowej obsługi budżetu państwa i agencji rządowych, regulowanie płynności banków oraz ich refinansowanie, kształtowanie warunków niezbędnych dla rozwoju systemu bankowego, sprawowanie funkcji nadzoru bankowego, regulowanie działalności na rynku bankowym.

## Organizacja
Ustawowymi organami Banku są: Rada Zarządu i Prezes Banku. Zarząd stanowią Prezes Banku, jego zastępca oraz pięciu członków spoza Banku powoływanych na 5-letnią kadencję przez prezydenta Armenii. Zarówno Prezes, zastępca prezesa jak i członkowie zarządu nie mogą należeć do kierownictwa żadnej partii politycznej, sprawować innych funkcji państwowych czy wykonywać innej pracy zarobkowej (poza działalnością naukową, akademicką czy artystyczną).

### Prezes Centralnego Banku Armenii
Prezes Centralnego Banku Armenii powoływany jest na 6-letnią kadencję przez Zgromadzenie Narodowe na wniosek prezydenta Armenii. Zastępcę prezesa powołuje na 6-letnią kadencję prezydent Armenii. Prezes Banku odpowiada za realizację celów Banku określonych prawem. Prezes CBA reprezentuje interesy Armenii w międzynarodowych instytucjach bankowych i finansowych.

## Działalność

### Funkcje podstawowe
Bank emisyjny. Centralny Bank Armenii ma wyłączne prawo emitowania znaków pieniężnych będących prawnym środkiem płatniczym w Armenii.
Bank banków. Centralny Bank Armenii pełni w stosunku do banków funkcje regulacyjne, które mają na celu zapewnienie stabilności sektora bankowego. Organizuje system rozliczeń pieniężnych, prowadzi bieżące rozrachunki międzybankowe i aktywnie uczestniczy w międzybankowym rynku pieniężnym. CBA jest odpowiedzialny za stabilność i bezpieczeństwo całego systemu bankowego. Pełniąc funkcję banku banków, sprawuje kontrolę nad działalnością banków, a w szczególności nad przestrzeganiem przepisów prawa bankowego.
Centralny bank państwa. Centralny Bank Armenii prowadzi obsługę bankową budżetu państwa, prowadzi rachunki bankowe rządu oraz realizuje ich zlecenia płatnicze. Do zadań banku należy także prowadzenie gospodarki rezerwami dewizowymi oraz prowadzenie działalności dewizowej.
Nadzór finansowy. Centralny Bank Armenii odpowiada za nadzór sektora finansowego.

### Działalność dodatkowa
- Działalność statystyczna. W ramach działalności statystycznej zbierane, przetwarzane i publikowane są m.in. dane dotyczące: bilansu płatniczego i międzynarodowej pozycji inwestycyjnej, inflacji, statystyk pieniężnych i bankowych[8].

- Analizy i badania ekonomiczne. CBA sporządza kwartalne analizy inflacji.